# Chatnahalli, Belur
Chatnahalli là một làng thuộc tehsil Belur, huyện Hassan, bang Karnataka, Ấn Độ.